# Codonocera
Codonocera is een geslacht van kreeftachtigen uit de klasse van de Ostracoda (mosselkreeftjes).

## Soorten
- Codonocera cruenta Brady, 1902
- Codonocera crueta Brady, 1902
- Codonocera cuspidata Kornicker, 1986
- Codonocera elongata Poulsen, 1962
- Codonocera goniacantha Mueller, 1906
- Codonocera mortenseni Poulsen, 1962
- Codonocera penicillum Mueller, 1906
- Codonocera phoenix Kornicker, 1992
- Codonocera polygonia Mueller, 1906
- Codonocera pusilla Mueller, 1906
- Codonocera stellifera (Claus, 1873) Mueller, 1906
- Codonocera suensoni Poulsen, 1962
- Codonocera vanhoeffeni (Mueller, 1908) Sohn & Kornicker, 1969
- Codonocera weberi Mueller, 1906